# Pelah Kabūd-e Soflá
Pelah Kabūd-e Soflá (persiska: پِلَه كَبودِ سُفلَى, پله کبود سفلی, پِلِّه كَبود, پِلَه كَبود) är en ort i Iran.   Den ligger i provinsen Ilam, i den västra delen av landet, 400 km sydväst om huvudstaden Teheran. Pelah Kabūd-e Soflá ligger 1 003 meter över havet och antalet invånare är 465.
Terrängen runt Pelah Kabūd-e Soflá är kuperad norrut, men söderut är den platt.Runt Pelah Kabūd-e Soflá är det ganska tätbefolkat, med 52 invånare per kvadratkilometer. Närmaste större samhälle är Shāhzādeh Moḩammad, 12,6 km söder om Pelah Kabūd-e Soflá. Omgivningarna runt Pelah Kabūd-e Soflá är i huvudsak ett öppet busklandskap.